# Rui Horta
Pour les articles homonymes, voir Horta.
Rui Horta, né à Lisbonne le 20 avril 1957, est un danseur et chorégraphe portugais.

## Biographie
Après des études au Ballet Gulbenkian, Rui Horta travaille à New York avec l'Alvin Ailey American Dance Theater.
En 1984, il est nommé directeur de la Companhia de Dança de Lisbonne et, en 1987, fonde la compagnie Rui Horta and Friends.
Lauréat aux Rencontres chorégraphiques internationales de Seine-Saint-Denis en 1992, il fonde le S.O.A.P. Dance Theatre à Francfort, qu'il dirige de 1991 à 1998. Il travaille ensuite à Munich pendant deux ans. De retour au Portugal en 2000, il fonde à Montemor-o-Novo un centre de recherche et de soutien aux jeunes créateurs.
Rui Horta a chorégraphié pour le ballet Gulbenkian, le ballet Cullberg, le Nederlands Dans Theater 2, le Phoenix Dance Theatre, l'Opéra de Malmö, l'Opéra de Marseille, le Ballet du Grand Théâtre de Genève, le ballet d'Islande, le Scottish Dance Theatre.

## Principales chorégraphies
- 1992 : Wolfgang, bitte...
- 1993 : Domestic Arrangements
- 1994 : Object Constant
- 1995 : Glass
- 1999 : Zeitraum
- 2000 : Bones and Oceans
- 2005 : Setup
- 2006 : Contigo
- 2008 : Pure